# David Schießl
David Schießl (* 25. Dezember 1972 in Braunau am Inn) ist ein österreichischer Politiker (FPÖ) und Technischer Angestellter. Schießl ist seit 2009 Abgeordneter zum Oberösterreichischen Landtag.

## Ausbildung und Beruf
Nach dem Besuch der Volksschule in Burgkirchen 1979 bis 1983 wechselte Schießl an die Hauptschule Mauerkirchen, die er 1987 beendete. Zwischen 1987 und 1988 absolvierte er den Polytechnischen Lehrgang in Mauerkirchen, danach erlernte er zwischen 1988 und 1991 den Beruf des Elektroinstallateurs, wobei er die Berufsschule I in Gmunden absolvierte.
Beruflich war Schießl während seiner Lehrzeit bei der Firma Expert Berschl in Mauerkirchen beschäftigt. Danach war er als Elektroinstallateur, Elektromonteur, Elektriker sowie Obermonteur in verschiedenen Firmen in Burgkirchen, Altheim, Braunau und Mauerkirchen beschäftigt. 1993 leistete er seinen Präsenzdienst in der Schwarzenbergkaserne ab. Zuletzt war Schießl zwischen 1997 und 2002 als Servicetechniker und Schaltanlagenbauer in Mehrnbach beschäftigt, danach war von 2002 bis 2003 Gesellschafter der Firma SWS Elektro Anlagen Bau und für den Bereich Ein- u. Verkauf zuständig. Des Weiteren arbeitete er zwischen 2003 und 2009 als Werkstätten und Stützpunktleiter in Braunau für die HGA Haus und Gebäudeautomation GmbH.

## Politik
Schießl trat 1994 der FPÖ bei und wurde 1997 zum Ortsparteiobmann, Fraktionsobmann und Gemeinderat der FPÖ in Burgkirchen gewählt. Zwischen 2000 und 2003 war er Gemeindevorstand in Burgkirchen, von 2003 bis 2008 Bezirksobmann der Freiheitlichen Arbeitnehmer und von 2003 bis 2005 Bezirksparteiobmannstellvertreter der FPÖ-Braunau. 2005 (mit Wiederwahl 2009 und 2013) wurde Schießl zum FPÖ-Bezirksparteiobmann gewählt, am 23. Oktober 2009 als Landtagsabgeordneter angelobt. Schießl ist Bereichssprecher für Verkehr, Bau und Raumordnung.

## Privates
Schießl lebt in Burgkirchen, ist verheiratet und Vater von drei Töchtern.